# Jean-Baptiste Oudry

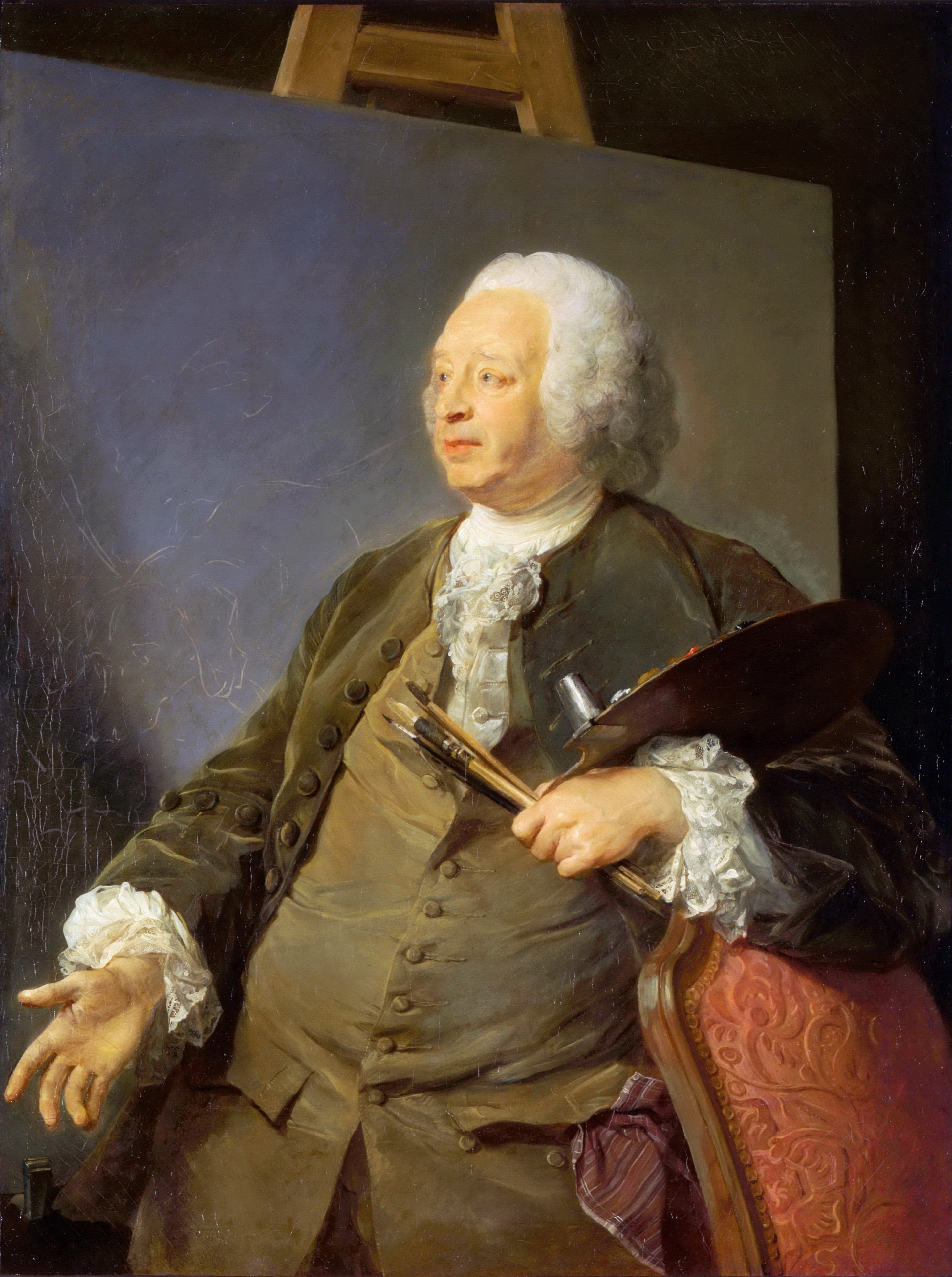
Jean-Baptiste Oudry (1753) av Jean-Baptiste Perronneau, Louvren, Paris.

Jean-Baptiste Oudry, född 17 mars 1686 i Paris, död 30 april 1755 i Beauvais, var en fransk målare, gravör, gobelängvävare och mönstertecknare samt professor vid den franska akademien. Han är speciellt berömd för sina naturalistiska djurbilder och jaktscener med villebråd.
Jean-Baptiste Oudry var en av rokokons förgrundsfigurer och mycket produktiv. Han arbetade i en mängd genrer med förkärlek för jaktscener, landskap och stilleben.

## Biografi

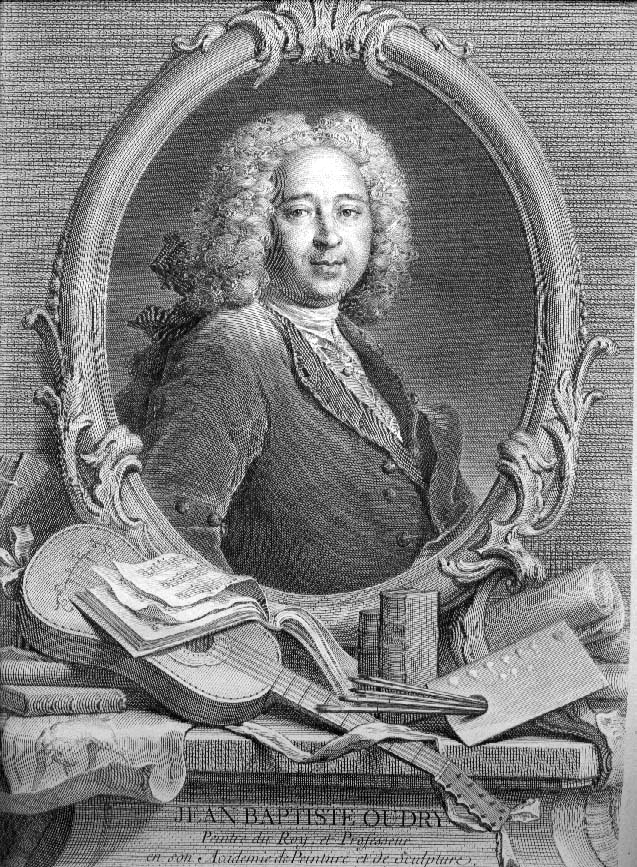
Jean-Baptiste Oudry, etsning av hans hustru Marie-Marguerite Froissé efter en målning Nicolas de Largillière.

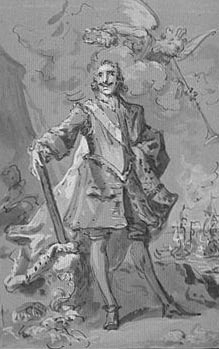
Porträttet av tsar Peter den store, Peter I av Ryssland, utfört av Jean-Baptiste Oudry.

## De tidiga åren
Jean-Baptiste Oudry föddes i Paris och var son till Jacques Oudry, en målare och konsthandlare, och hans hustru Nicole Papillon, som tillhörde gravörfamiljen Jean-Baptiste-Michel Papillon. Hans far var direktör för konstskolan  Académie de Saint-Luc, där han började.
Först utbildade sig Oudry under Nicolas de Largillière (1656-1746) samt ägnade sig till en början åt porträttmåleriet. Han blev elev hos honom och samarbetade med honom åren 1707-1712.
Oudry följde sin lärares, Largillières, råd, men han måste ännu en tid ägna sig åt det så kallade högre måleriet tills han blev upptagen i akademien år 1717. Han utförde då bland annat Kristi födelse och Magernas tillbedjan samt ett stort porträtt av Peter I.
Peter den store (Peter I) var Rysslands första kejsare. Han ville föra Oudry med sig till Ryssland, men Oudry stannade i sitt fosterland.
Oudry ville istället bli presenterad för den franske kungen, Ludvig XV och av honom fick han i uppdrag att måla djur och jakter. Han följde kung Ludvig XV och gjorde studier efter naturen i skogarna.

## Anställd som ordinarie målare vid de kungliga jakterna

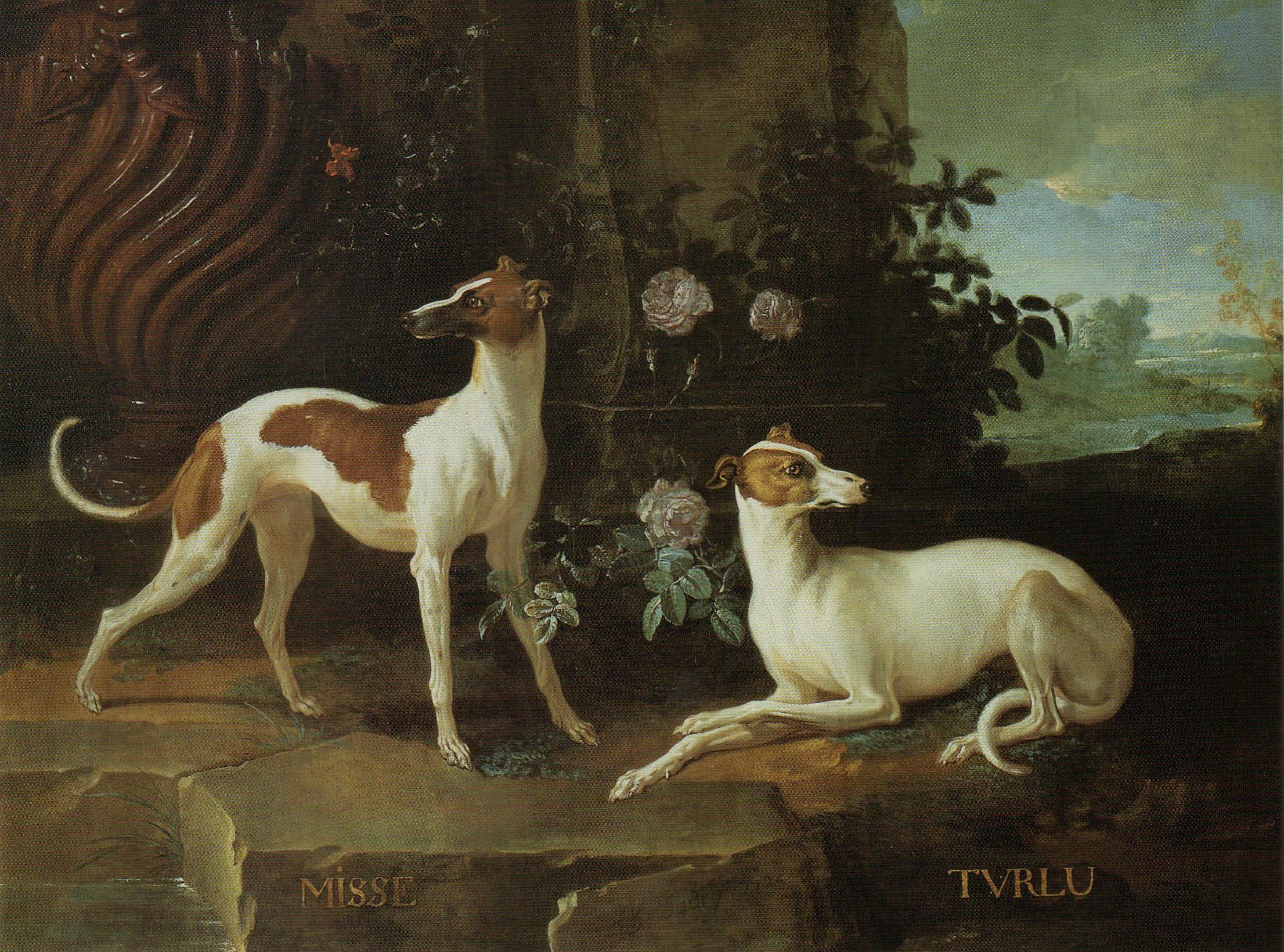
Misse och Turlu, två vinthundar, som tillhörde Ludvig XV (1725).

Oudry fick i uppdrag att producera ett flertal verk för kung Ludvig XV, som var en passionerad jägare och anställde honom som ordinarie målare av de kungliga jakterna, i vilken egenskap han producerade porträtt av döda jaktbyten, det vill säga dagens jaktbyten. Oudry beviljades en ateljé i Tuilerierna och en våning i Louvren.

## Målningssviterna från Ludvig XV:s kungliga jakter
En av de mest betydande målningssviterna från Ludvig XV:s tid var de Kungliga jakterna utförda av Oudry 1733-1746. Sviterna skildrar olika faser av en hjortjakt. Den jaktintresserade kungen beställde också porträtt av sina främsta jakthundar, som konstnären med stor kunskap om djurens beteende framställde i karakteristiska scener. Ludvig XV:s jakthund hette Blanche.  Hans många porträtt av Ludvig XV:s hundar uppmärksammades särskilt. Man beundrade hans tekniska virtuositet. Han införde gärna frukter, blommor och djur som accessoarer och blev av sin lärare uppmanad att helt och hållet ägna sig åt målning av djur och nature morte (naturstilleben). 

## Direktör för Beauvais tapetmanufaktur

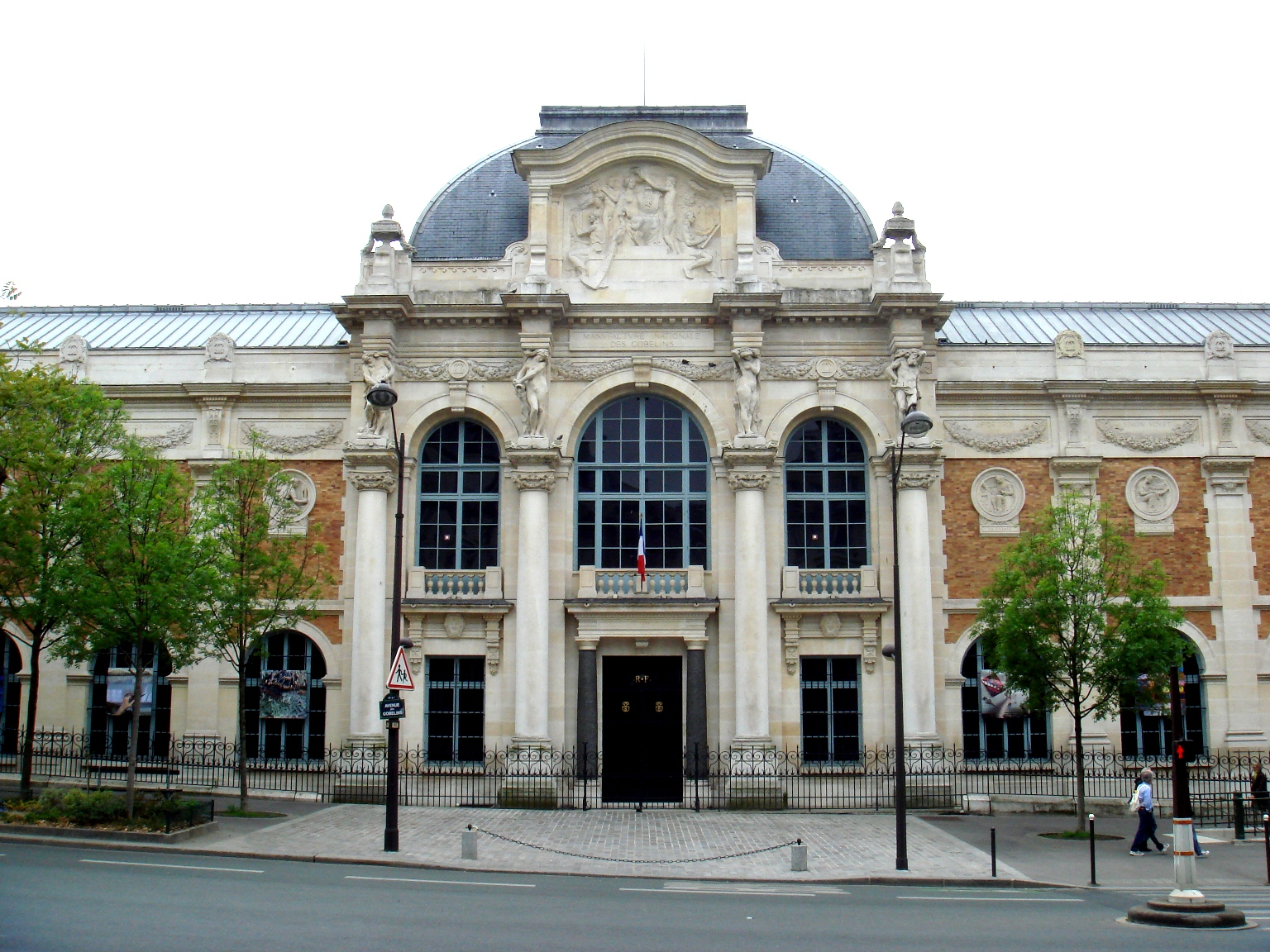
Manufacture des Gobelins i Paris, där Jean-Baptiste Oudry var konstnärlig ledare.

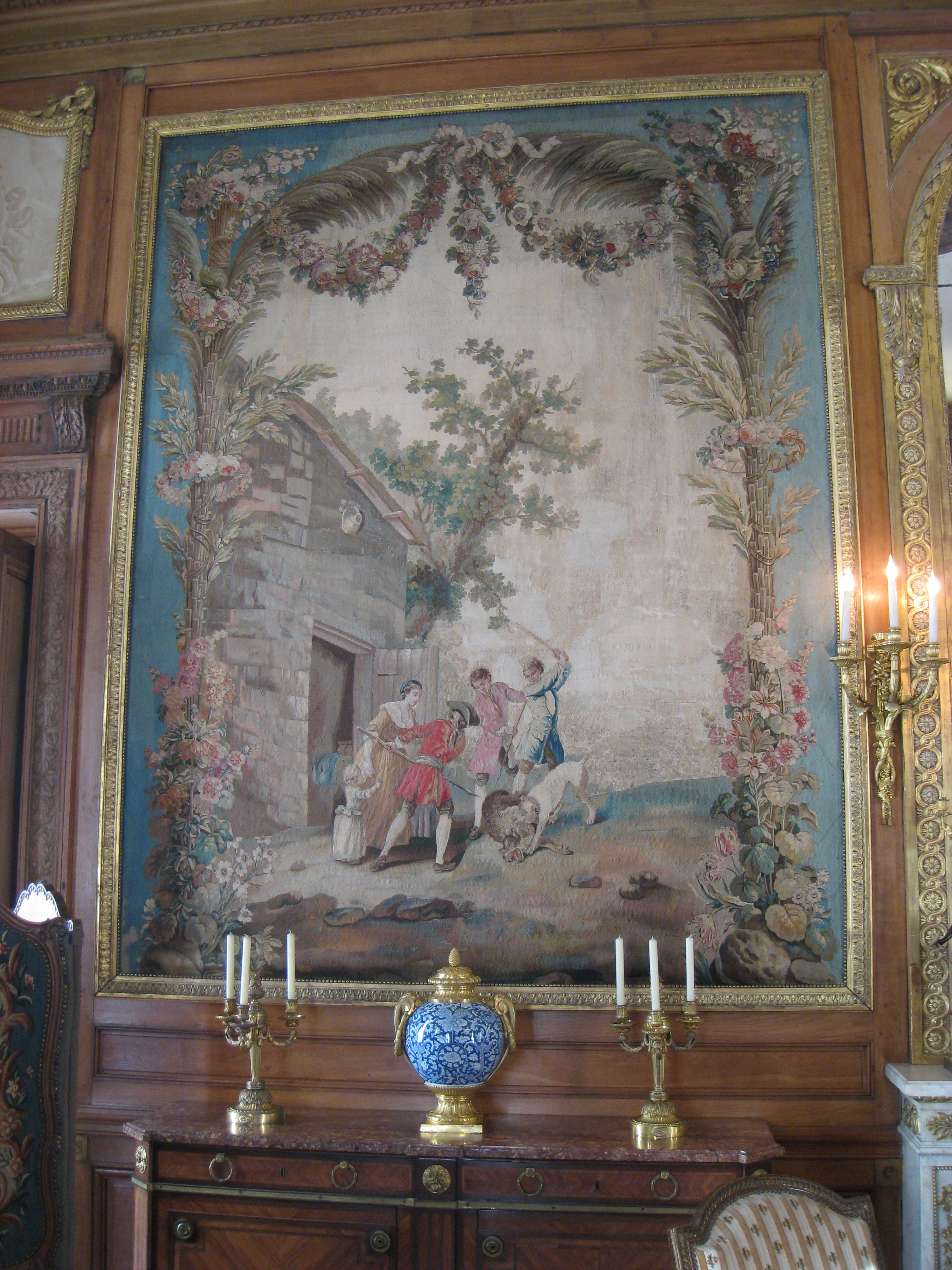
Le lion amoureux, Aubusson-tapet (cirka 1775-1780), Musée Nissim de Camondo, Paris.

Han var även verksam inom den textila manufakturen. Oudry var från 1734 direktör för Beauvaisfabriken. I staden Beauvais i norra Frankrike tillverkade man exklusiva tapeter, Beauvaistapeter. Från 1734 fick Jean-Baptiste Oudry i uppdrag att försöka söka hjälpa till med att renovera de förfallna tapetmanufakturerna i Beauvais. Genom flit och energi lyckades det honom också.
Under lång tid gjorde han ensam mönstren till vävnaderna, såsom jakter, landskap, lantfester, scener ur Molièrs komedier och Jean de La Fontaines fabler. Till sin hjälp kallade han senare de franska målarna François Boucher (1703-1770) och Charles-Joseph Natoire (1700-1777). Boucher blev 1735 tecknare vid Beauvaismanufakturen och utförde förlagor till Beauvais och till Gobelinstapeter.
Jean-Honoré Fragonard var hans elev. Från 1755 blev han även efter Jean-Baptiste Oudry inspektör vid gobelängfabriken i Paris. De mest berömda textiltapeterna under rokokotiden vävdes här vid Beauvaisfabriken, då konstnären François Boucher ritade förlagorna. Gobeläng är en typ av handvävd tapet med bilder. Ursprungligen är det namnet på en vävd tapet som tillverkats vid Manufacture Nationale des Gobelins, en fabrik i Paris som namngetts efter den forna ägaren, färgarfamiljen Gobelin, som tillverkat gobelänger sedan 1662. Ofta används namnet mer generellt om vävda tapeter. 

## Konstnärlig ledare för Les Gobelin i Paris

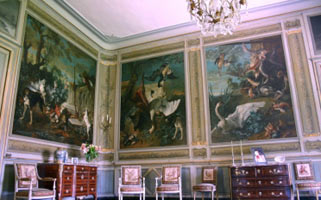
Salon du Château de Condé dekorerad av Oudry på begäran av den franska diplomaten Jean-François Leriget de La Faye.

Från 1736 var Jean-Baptiste Oudry konstnärlig ledare för Les Gobelins i Paris. Det franska gobelängväveriet heter egentligen Manufactures nationales des Gobelins et de Beauvais. Gobelängfabriken Manufacture des Gobelins eller bara Les Gobelins ligger på 42 avenue des Gobelins i 13:e arrondissementet i Paris. Fabriken är mest känd för att ha levererat gobelänger till Ludvig XIV och andra senare franska monarker. Tidigare hade hela fabriken endast drivits för kungens räkning och arbetade efter ytterst tungrodda ekonomiska former och stängdes 1692 på grund av Ludvig XIV:s dåliga finanser. Den öppnade på nytt några år senare, men då endast som textilateljé. Med undantag för ett kortare avbrott under franska revolutionen kom här att tillverkas tapeter i såväl haute-lisse som basse-lisse ända fram till 1825, då tillverkningen av tapeter flyttades till Beauvais för att ge plats åt tillverkning av mattor.
Slutligen anförtroddes åt Oudry även överinseendet över arbetena vid den kungliga gobelängfabriken, och han var outtröttlig i sin verksamhet, men hann dock att dessutom måla en mängd tavlor, landskap, djur, frukter och blommor, utförda med stor realism och talang.

## Professor vid franska konstakademien
Oudry blev biträdande professor vid den franska konstakademien, Académie de Saint-Luc 1714, och professor den 1 juli 1717. Han installerades som medlem av den prestigefyllda Académie Royale de Peinture et de Sculpture år 1719 och var engagerad som professor där från 1743. Académie Royale de Peinture et de Sculpture var en konstakademi för måleri och skulptur i Paris, som bildades genom tillstånd av Ludvig XIV. Akademien stängde i samband med den franska revolutionen 1793. Efterföljaren blev Académie des Beaux-Arts, som fortfarande existerar.
Jean-Baptiste Oudrys arbeten var särskilt eftersökta i utlandet, och en av hans vänner och beundrare var greve Carl Gustaf Tessin. Även på Stockholms slott finns verk av Oudry.
Den andre av Oudrys söner, Jaques Charles Oudry (1720-1778), var också djurmålare; han reste i utlandet och stannade länge vid hovet i Bryssel.

## Bilder

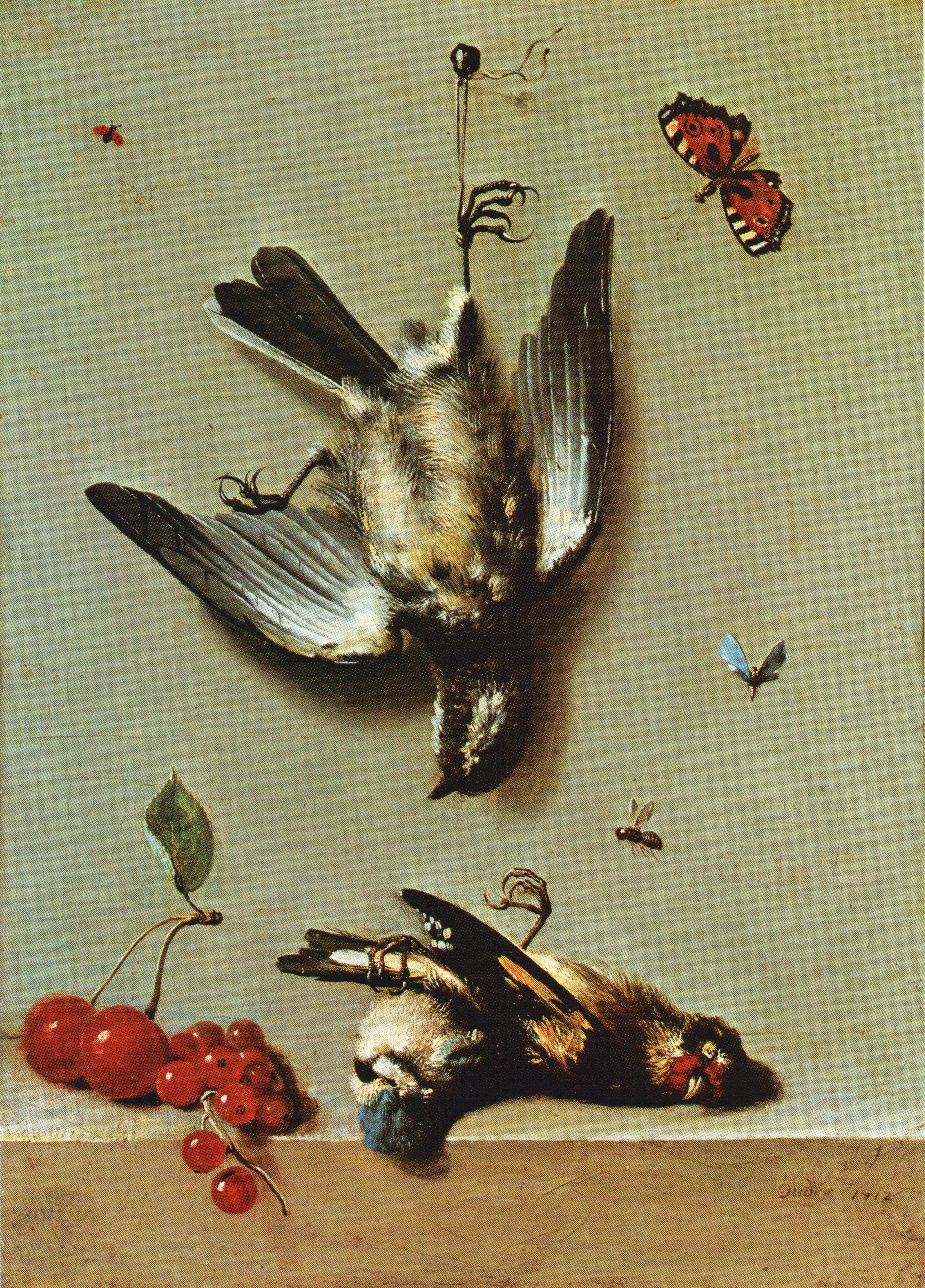
Naturstilleben med döda fåglar och körsbär (1712). Musée des Beaux-Arts d'Agen.
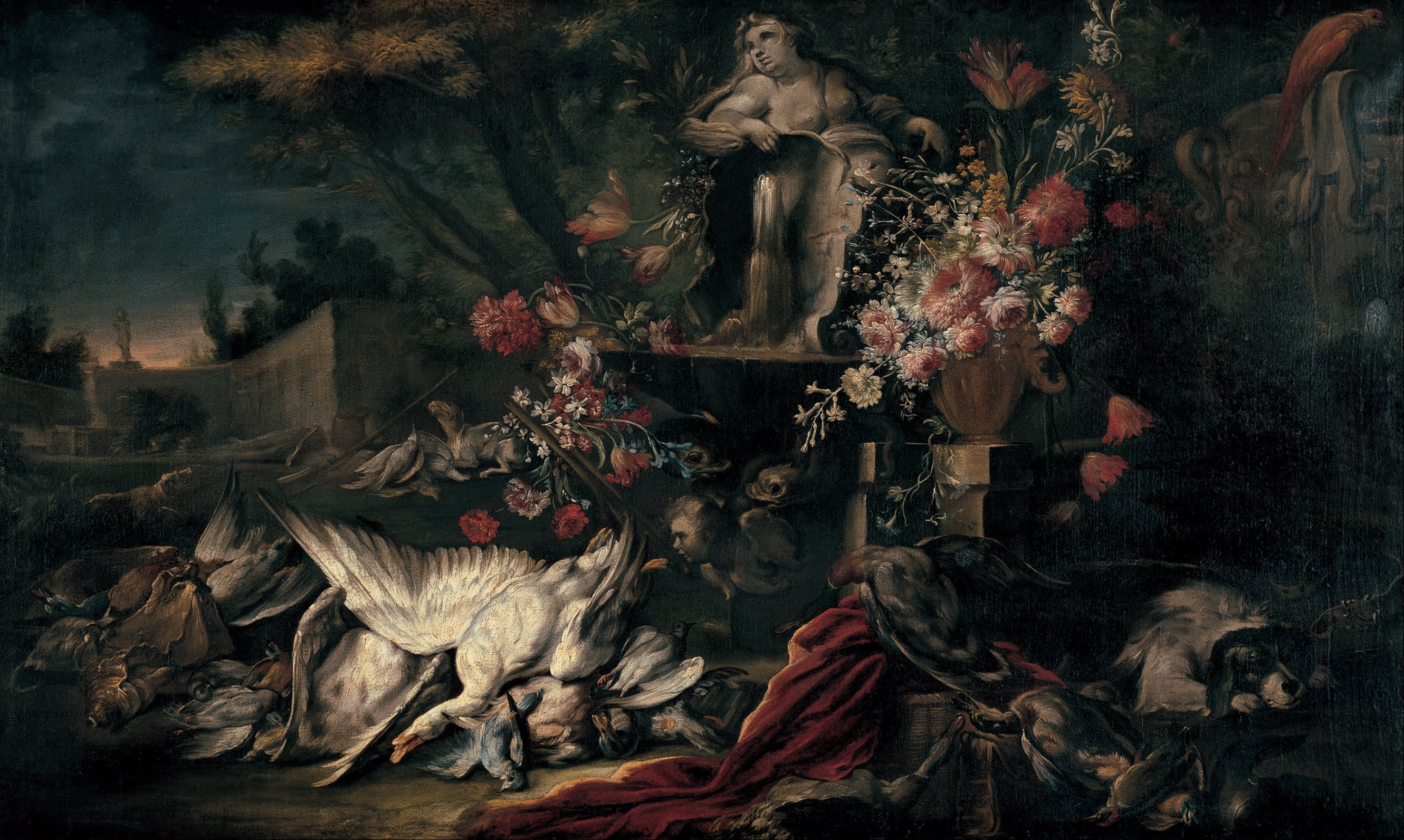
Död natur med skjutredskap och blommor (1715). Fundación Banco Santander.
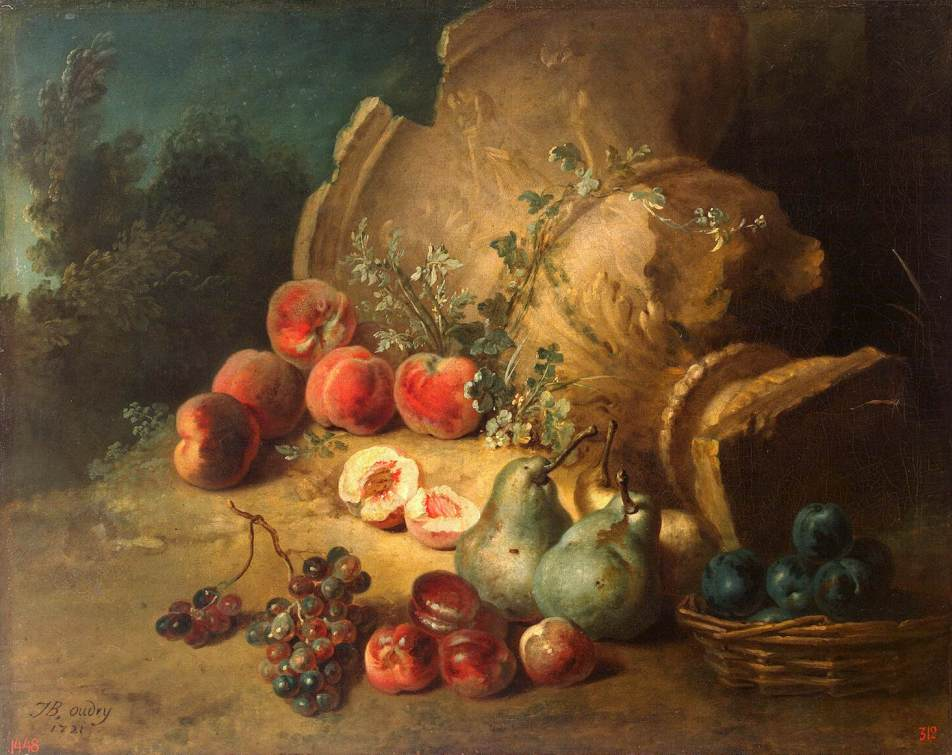
Stilleben med frukt (1721). Eremitaget, Sankt Petersburg.
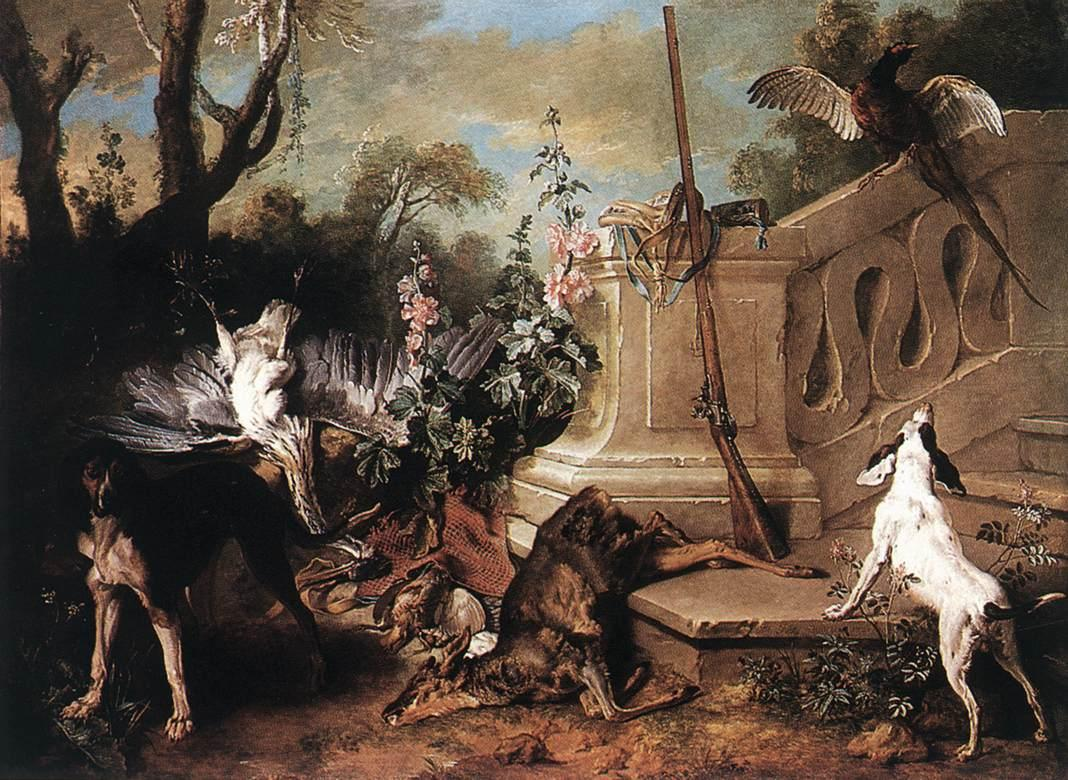
Dött rådjur (1721). Wallace Collection.
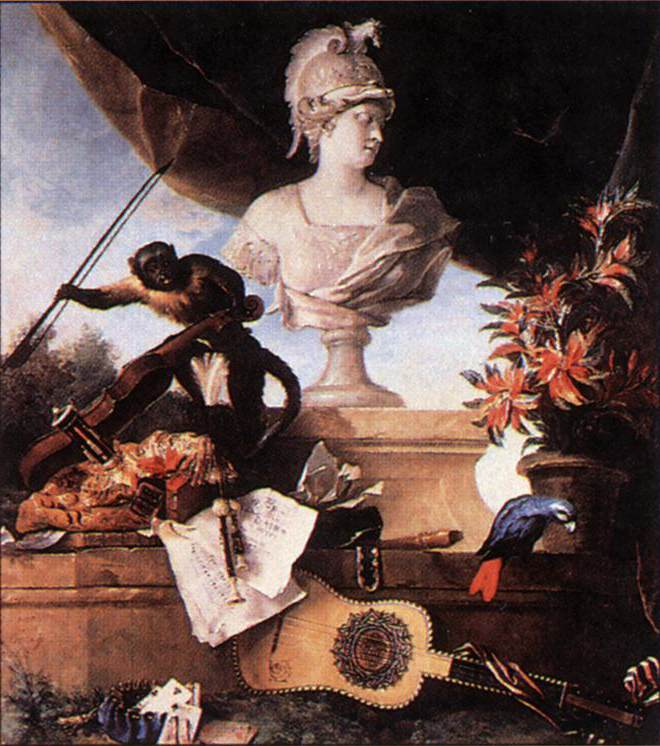
Allegori av Europa (1722). Sarah Campbell Blaffer Foundation, Houston.
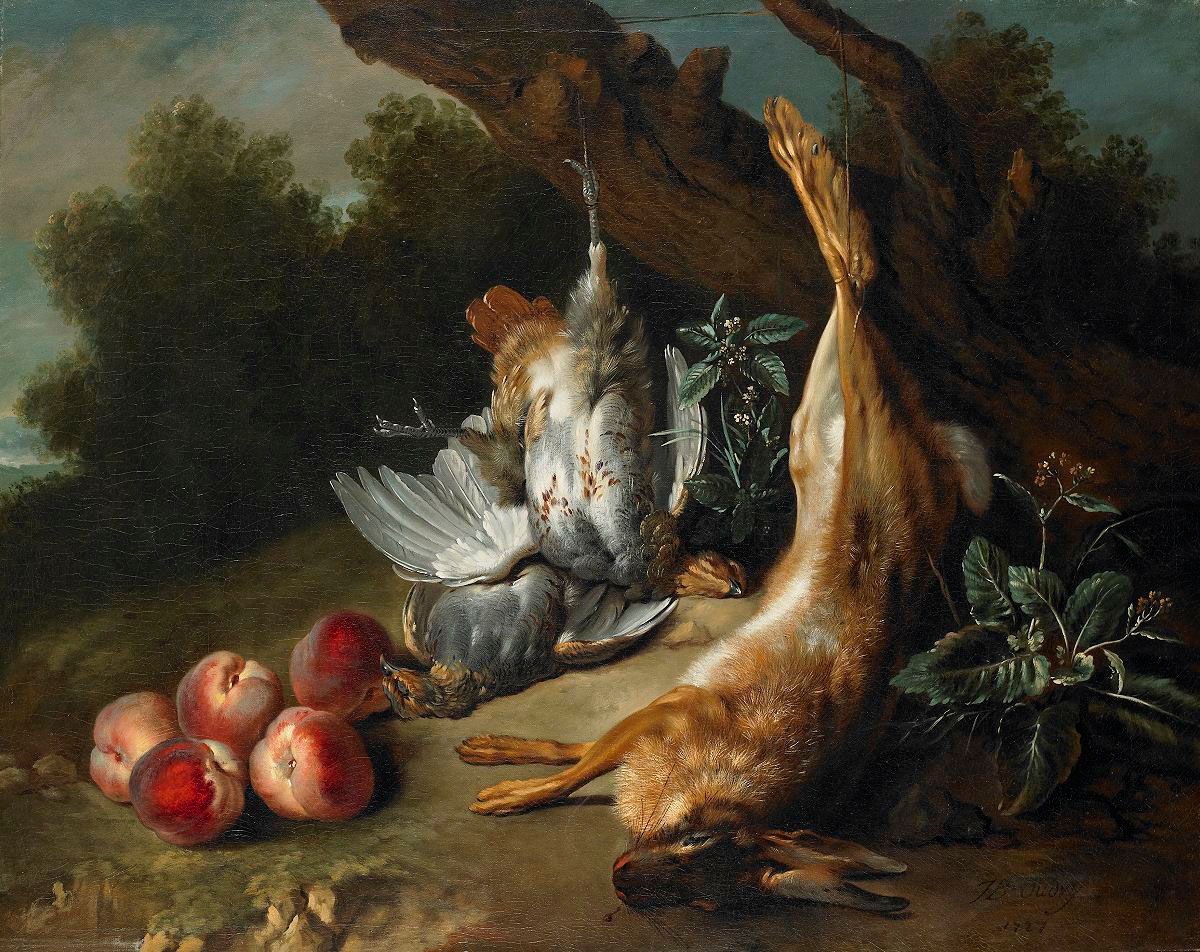
Stilleben med dött villebråd och persikor i ett landskap (1727). Birmingham Museum of Art.
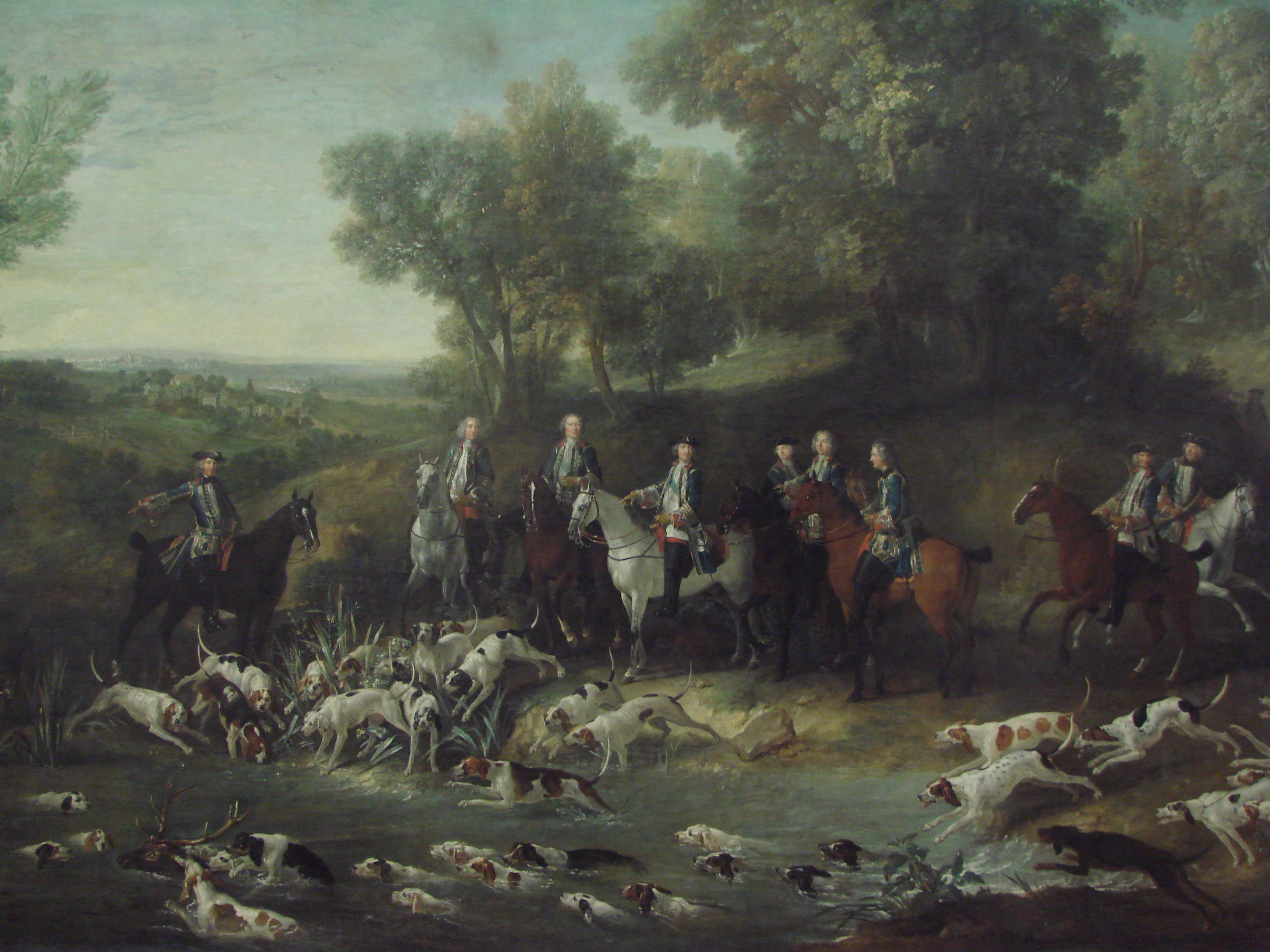
Louis XV jagar dovhjort i Saint-Germain-des-Prés, Tarn-skogen i staden Toulouse i regionen Midi-Pyrénée i södra Frankrike (1730). Musée des Augustins, Toulouse.
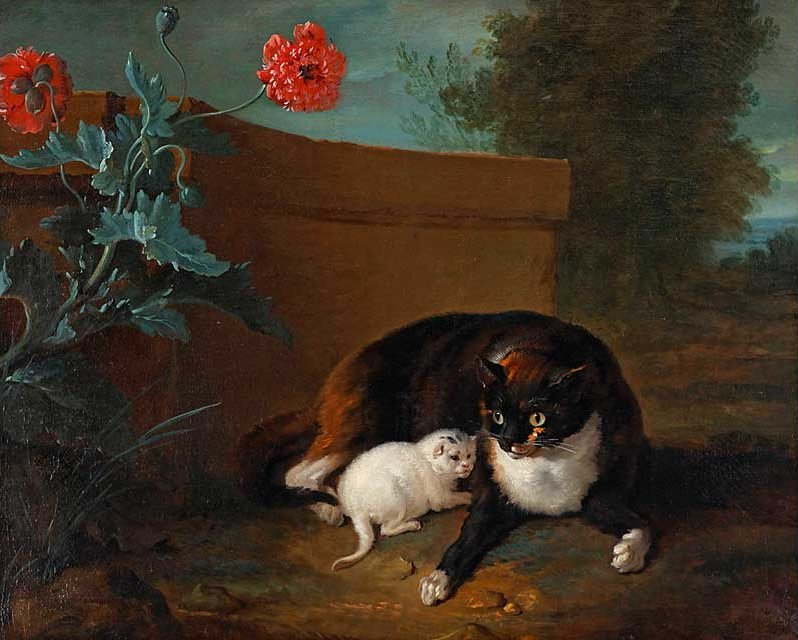
Katta och kattunge, och hund och papegoja (1737). Signerad Jean-Baptiste Oudry et atelier.
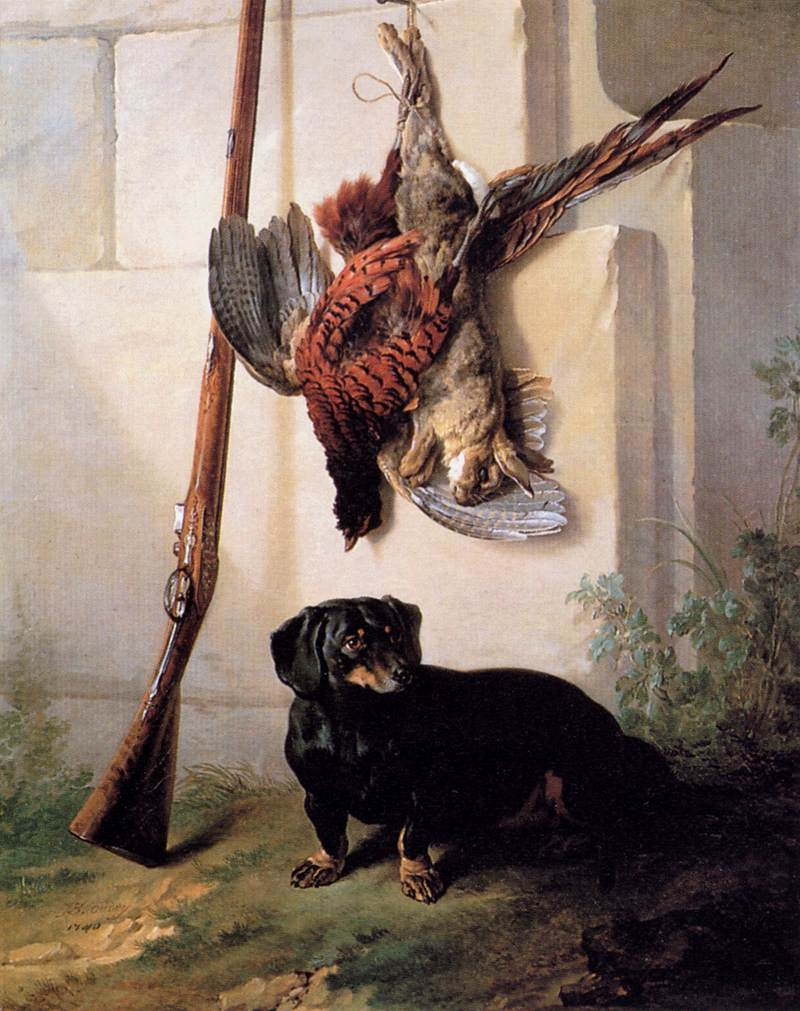
Hund med gevär och döda villebråd (1740). Nationalmuseum.
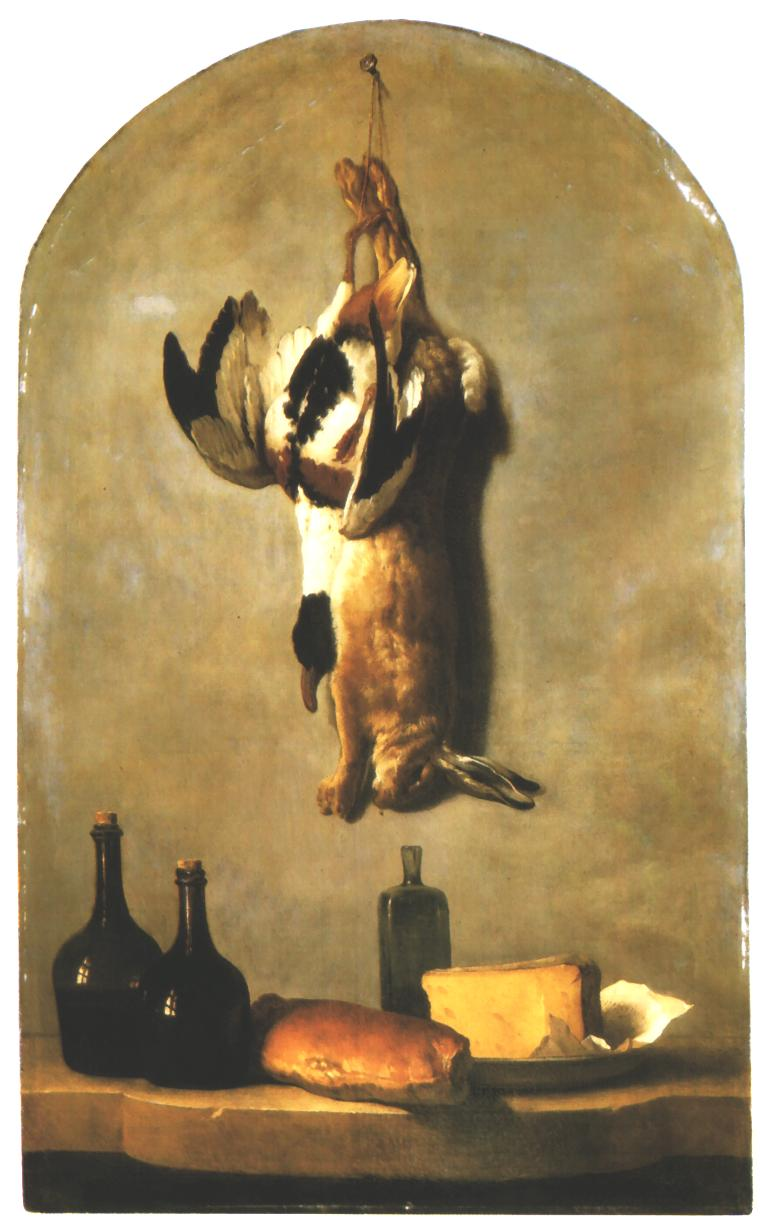
Stilleben med hare, anka, brödskiva, ost och vinflaskor (1742). Louvren, utställd på Salongen, Paris.
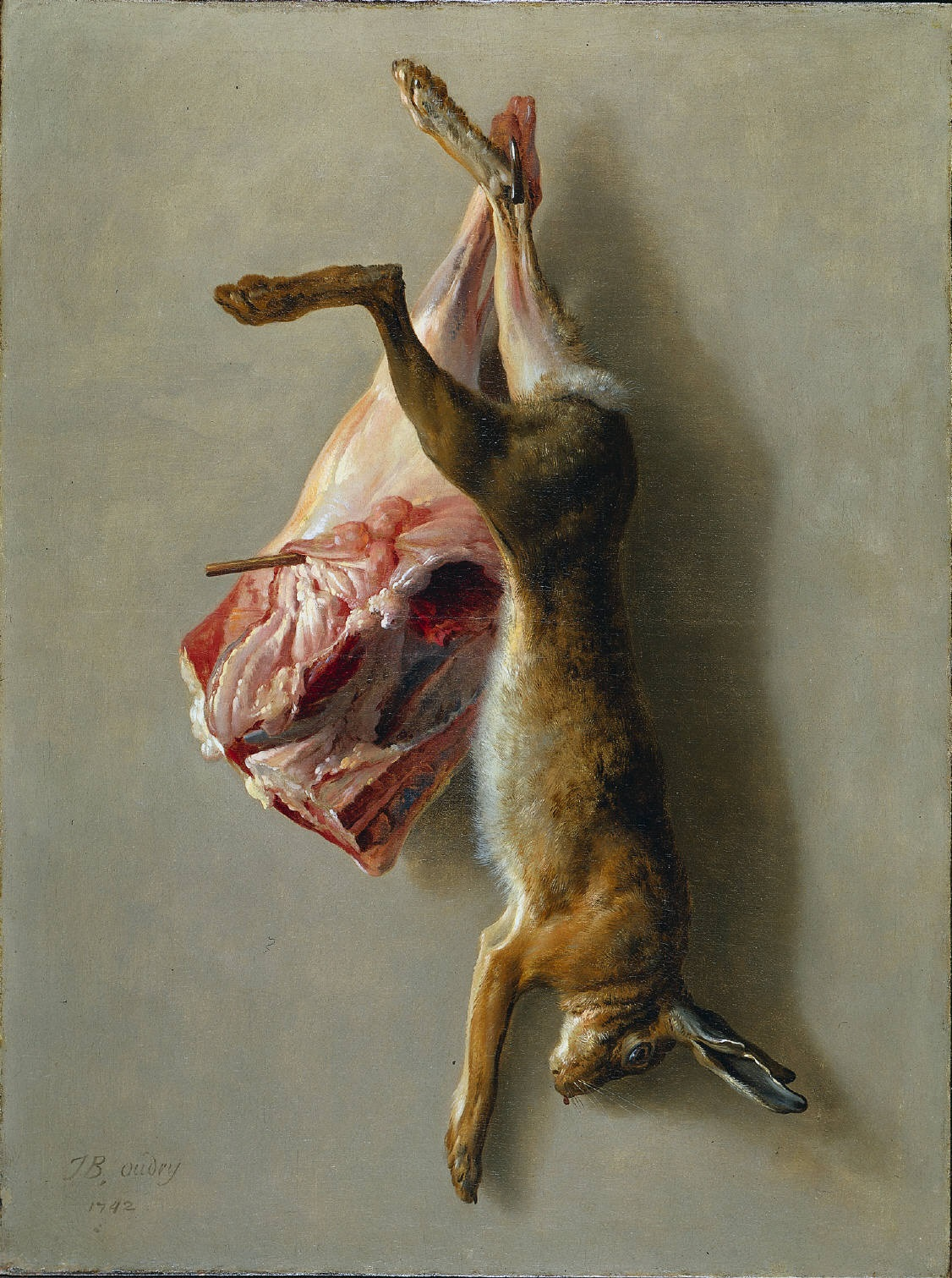
En hare och ett lammben (1742). Cleveland Museum of Art.
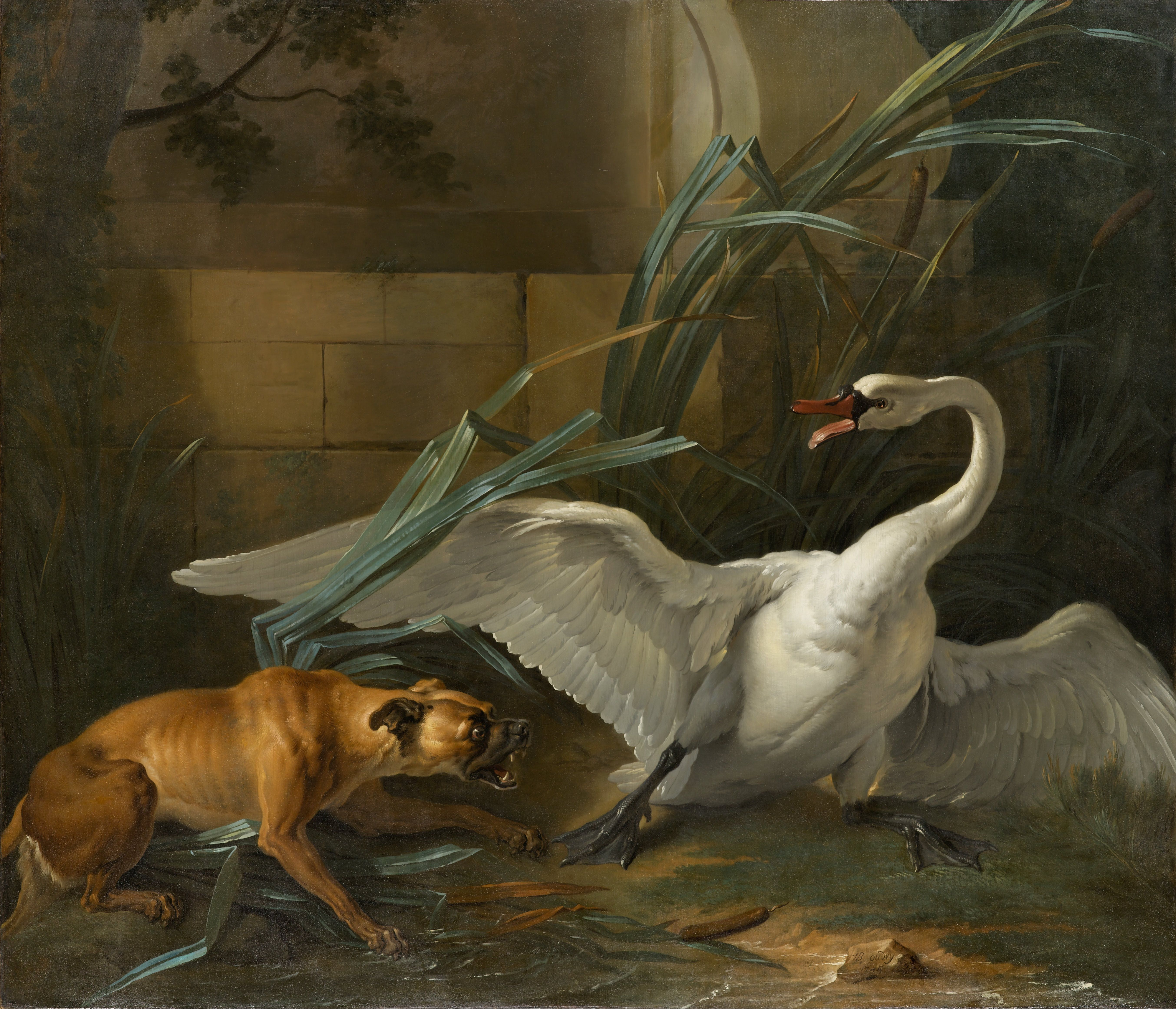
Svan som blir attackerad av en hund (1745). North Carolina Museum of Art.
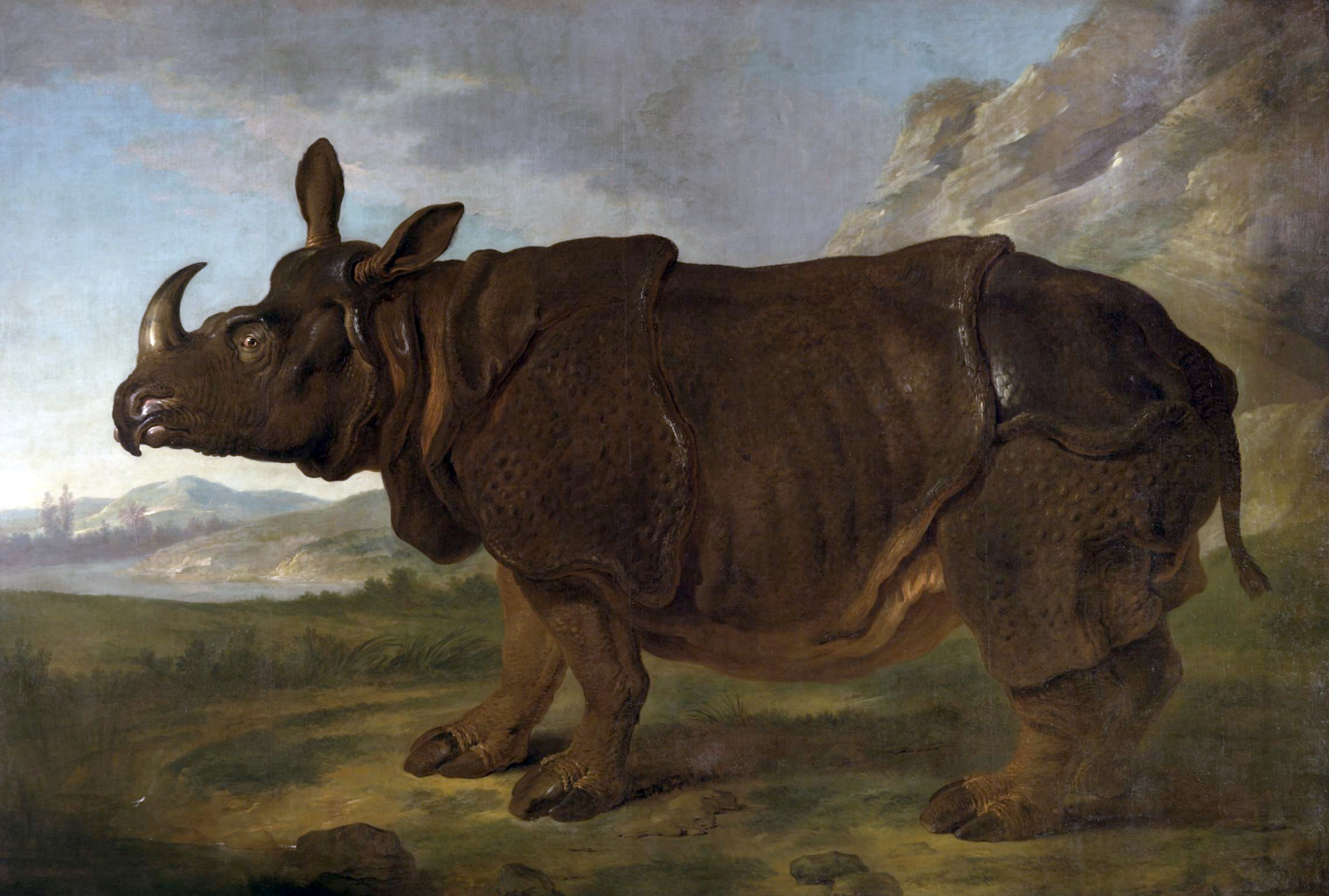
Clara noshörningen (1749). Staatliches Museum, Schwerin.
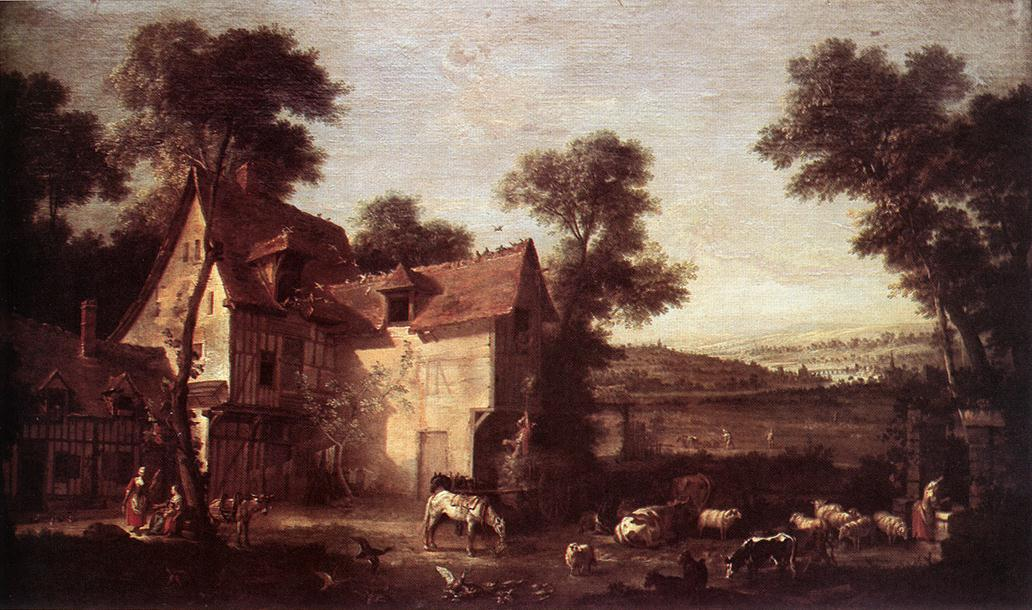
Bondgård (1750). Louvren.
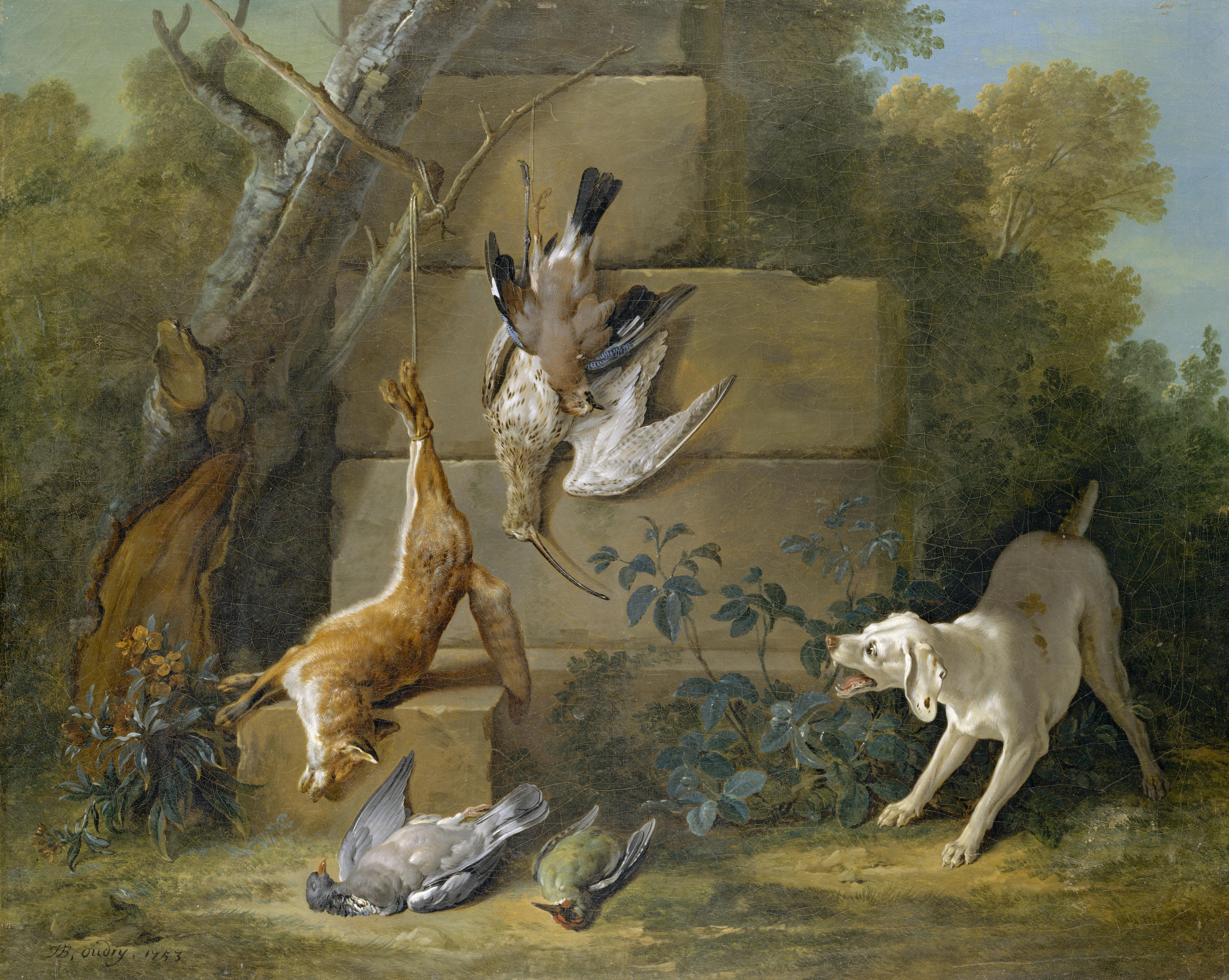
Hund som vaktar dött villebråd (1753). Metropolitan Museum of Art.
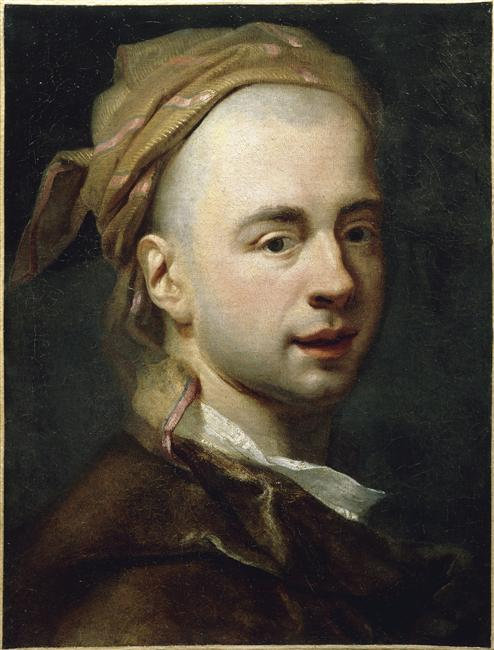
Jean-Baptiste Oudry (cirka 1755), självporträtt.

## Representerad
- Staatliches Museum Schwerin, 34 målningar och 42 handteckningar [7]
- Musée du Louvre, Paris, åtta av Oudrys arbeten
- Nationalmuseum, Stockholm, åtta av Oudrys arbeten